# RG-4 Pionier
RG-4 Pionier, este un planor monoloc, proiectat ca planor de școală de inginerul Vladimir Novițchi în anul 1954, și construit la IFIL-Reghin într-un număr de 62 exemplare.

## Proiectare și construcție
RG-4 Pionier a fost un planor de școală monoloc, pentru lansarea la pantă sau remorcare cu mosor. Construit în România în anii 1950, în tradiția Zögling⁠(en)[traduceți] din anii 1930, având locul pilotul montat pe un fuzelaj grindă, sub partea anterioară a unei aripi înalte. Întreaga construcție era din lemn de rezonanță, placat cu placaj de mesteacăn la fel ca baldachinul care susținea aripa. Aceasta a fost montată pe fuselajul grindă cu un set de montanți în formă N și de o pereche de montanți de sprijin paraleli între ei, sub fiecare aripă, punctele de sprijin pe intrados fiind la aproximativ o treime din anvergură. Aripa din schelet de lemn, avea un unghi diedru de 2,8°, fiind acoperite cu pânză, iar eleroanele ajungeau până la vârfurile aripilor.
Aterizorul planorului RG-4 era pe două roți pe un ax lung, fixate sub fuzelaj aproape de bordul de fugă al aripii, cu o patină care ajungea de la nas până sub cockpit, asistat de o mică bechie. Avea un ampenaj convențional, asemănător în vedere de sus cu aripa, stabilizatorul fiind montat în fața derivei, fixat deasupra fuzelajului pe o treaptă scurtă și întărită în partea de jos cu câte un montant pe fiecare parte. Cu toate acestea, ampenajul orizontal a necesitat o decupare a profundorului pentru a permite mișcarea direcției. Ampenajul era ancorat de aripă cu o pereche de hobane pentru rigidizare pe fiecare parte, pentru a reduce flexarea orizontală a fuselajului grindă. Una dintre acestea era fixată de intradosul aripii, cealaltă de fuselaj, sub aripă.
Planorul se monta în 20 minute și putea fi transpotat de două persoane. 
RG-4 a fost construit și într-o variantă care avea o cocă dermontabilă, aceasta având instrumente de bord elementare: variometru, altimetru și vitezometru.
RG-4 Pionier a avut primul zbor la 1 mai 1954. Au fost produse 50 exemplare, pentru aerocluburi de planoriști din România.

## Date tehnice
Datele tehnice au fost preluate din Gudju, Constructii aeronautice romanesti 1905-1970 (ed. a II-a),  pp.300.
Caracteristici generale
- Echipaj: 1
- Anvergura: 10,45 m
- Lungime: 5,75 m
- Înălțimea: 1,2 m
- Suprafața aripii: 14,80 m²
- Diedrul aripii: 2,8°
- Alungirea aripii: 7
- Tren de aterizare: o talpă principală (patină), două roți pe ax lung, bechie
- Profilul aripii: NACA 60 modificată. Aripă înaltă, pe montanți
- Greutate gol: 100 kg
- Greutate cu echipaj: 188 kg
- Structură: lemn și pânză

Performanțe
- Viteza de angajare: 40 km/h
- Viteza maximă admisă la rafale de vânt: 100 km/h
- Viteza maximă admisă în remorcare cu automosor: 90 km/h
- Finețe maximă: 14,5 la 58 km/h
- Viteza de coborâre : 0,9 m/s la 52 km/h
- Încărcătura alară: 12,7 kg/m2